# Schulenburg (Teksas)
Schulenburg je grad u američkoj saveznoj državi Teksas. Prema popisu stanovništva iz 2010. u njemu je živjelo 2.852 stanovnika.